# Мегара
Ме́гара (или Мега́ры, греч. Μέγαρα, [ˈmeɣara]) — город в Греции. Располагается на побережье бухты Мегары в заливе Сароникос, в 42 километрах к западу от Афин. Административный центр общины Мегара в периферийной единице Западной Аттике в периферии Аттике. Население 23 456 жителей по переписи 2011 года.

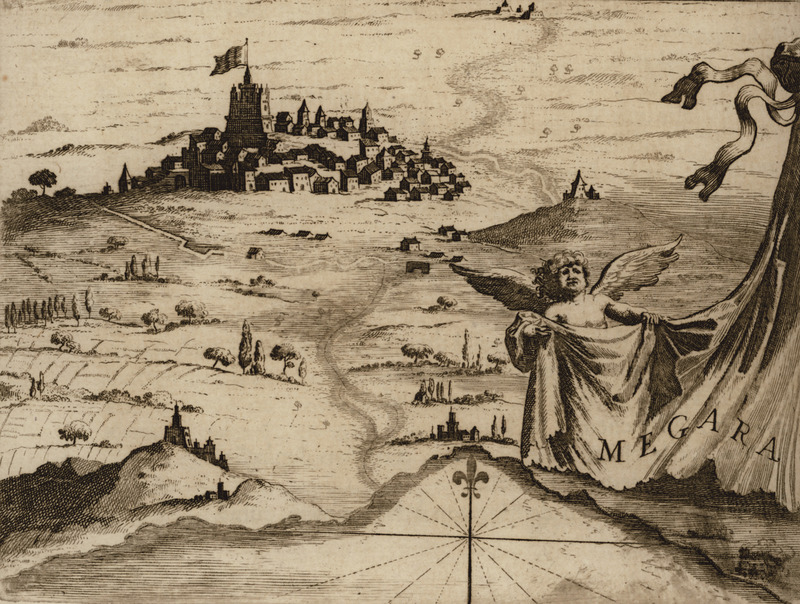
Мегара. Винченцо Мария Коронелли, 1687

С 1974 года в Мегаре находится кафедра митрополии Мегары и Саламина.

## История города
Археологические находки, найденные в Палеокастро, коническом холме высотой 40 метров на пляже Мегары, доказывают, что существовало поселение в микенский период в 1200 году до н. э. В этот период область Мегары была заселена беотийцами. Около 1100 года до н. э. область была завоевана дорийцами в ходе дорийского вторжения.

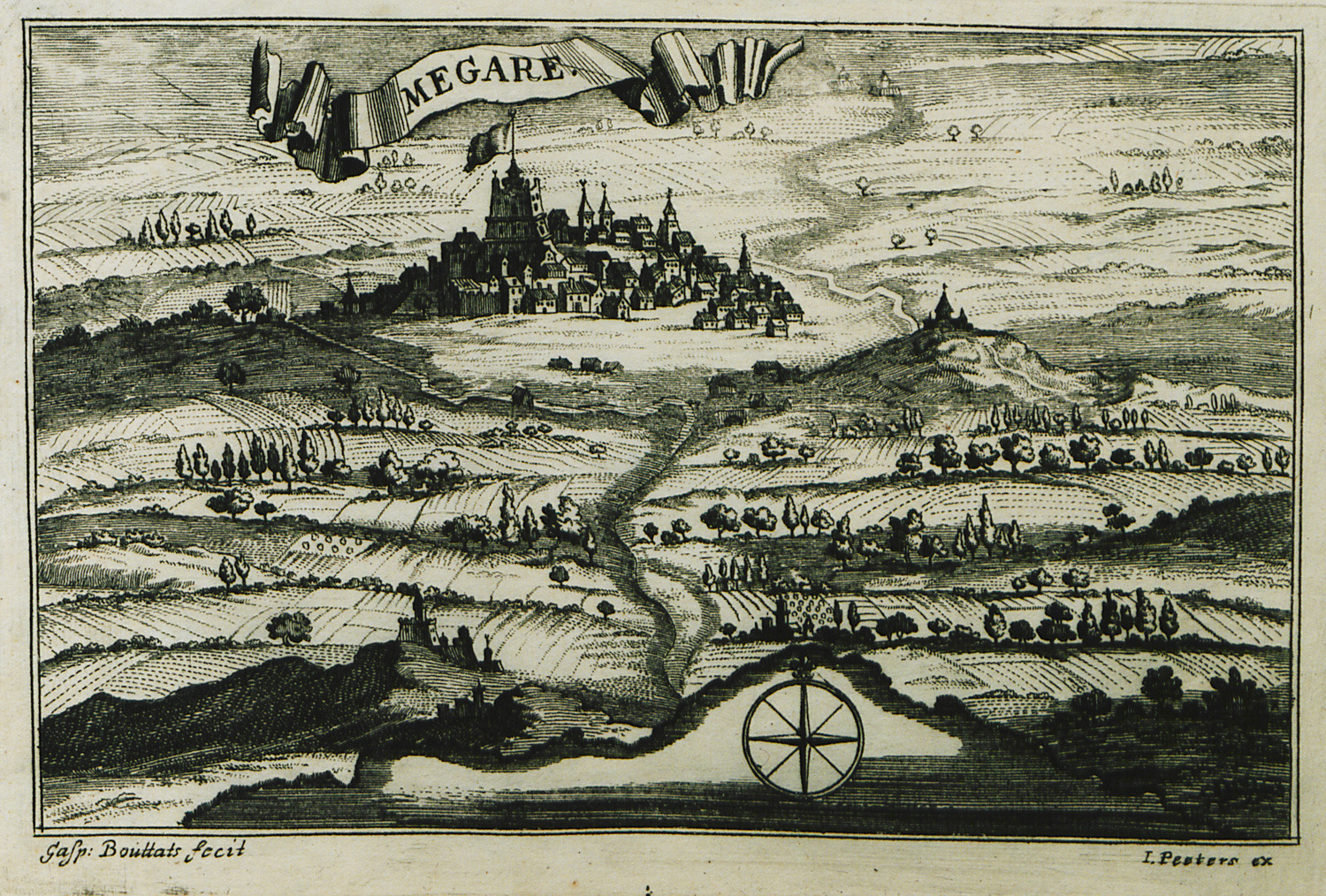
Мегара в 1690 году на гравюре фламандского гравёра Якоба Петерса (Jacob Peeters, 1637—1695)

Древнегреческий город находился в юго-западной части Мегариды в 8 стадиях от берега залива Сароникос и имел два акрополя — Карию (др.-греч. Καρία) и Алкафоев  (др.-греч. Άλκάθους), от стен которых видны ещё небольшие остатки; акрополь Кария был основан, по преданию, царем Каром, сыном Форонея, царя аргосских пеласгов. Потом городом овладели лелеги, а внук царя Лелега, Пилас, передал царство афинскому царю Пандиону, при котором страна перешла в руки ионян и составляла одно царство с Аттикой.
При разделе царства между четырьмя сыновьями Пандиона Мегара досталась Нису, который основал близ неё гавань Нисею. При нём страна подверглась нападению критян; на помощь Нису пришёл Мегарей (Μεγαρεύς) из беотийского города Онхеста; женившись на дочери Ниса, он наследовал своему тестю. Мегарею наследовал пришедший из Элиды и женившийся на его дочери Алкафой, который, взамен разрушенного критянами старого акрополя, основал новый.
Тесей вновь соединил все царство Пандиона и в самом узком месте перешейка поставил столб со стихотворной надписью, обозначавшей, что здесь граница между Ионией и Пелопоннесом.
Последним царем Мегары называют Гипериона, после убиения которого решено было выбирать правителей, называвшихся эсимнетами.
При нашествии дорян из Пелопоннеса, во время которого погиб афинский царь Кодр, Мегара была завоёвана ими и вся область её стала дорийской; коренное население было, вероятно, лишено поземельной собственности, разделённой между новыми дорийскими поселенцами, и вся страна подпала под власть Коринфа.

### VIII век до н. э.
В VIII веке до н. э. доряне Мегары отделяются от Коринфа, но с потерей западной части Мегариды, и составляют самостоятельное государство с олигархическим управлением.

### VIII и VII века до н. э.
VIII и VII век до н. э. — время процветания Мегары. Соперничая с Коринфом в торговле, она основала целый ряд колоний, впоследствии достигших значительного процветания, таких, как Халкидон и Византий на Босфоре, Гераклея Понтийская на северном берегу Малой Азии, Мегара Гиблейская в Сицилии.

### Конец VII века до н. э.
В конце VII века до н. э. Феаген, опираясь на народную партию, низверг олигархию и стал тираном; он украсил город постройками и устроил водопровод с роскошным водовместилищем, от которого сохранились ещё следы. В это время Мегара успешно вела борьбу с Афинами за обладание Саламином. После изгнания Феагена, около 600 года до н. э., начались распри между олигархической партией и демократической, опиравшейся на коренное, недорическое население. В 598 году до н. э. афиняне, под предводительством Солона, окончательно отвоевали Саламин и нанесли чувствительный удар могуществу и процветанию Мегары. Тем не менее среди греческих флотов, сражавшихся против персов при Саламине, флот мегарян, в 20 кораблей, занимал по величине третье место. В битве при Платеях мегаряне выставили 3000 гоплитов.

### V век до н. э.
В 460 году до н. э. мегаряне, под давлением народной партии, отделились от Пелопоннесского союза и приняли афинский гарнизон. Афиняне основали укреплённую гавань Паги в Коринфском заливе в 120 стадиях к северо-западу от Мегар, соединили длинными стенами Мегару с гаванью Нисеей и с успехом выдержали войну, поднятую из-за Мегары коринфянами, эгинцами и их пелопоннесскими союзниками, во время которой Мегарида несколько раз подвергалась опустошению врагов. В 446 году до н. э. мегаряне, сговорившись с коринфянами и их союзниками, изменили афинянам, предательски перебили их гарнизон и опять присоединились к Пелопоннесскому союзу. По заключенному в следующем году с пелопоннесцами 30-летнему перемирию афиняне должны были покинуть всю Мегариду, не исключая и Нисеи, в которой они ещё держались. Афиняне не могли забыть этой измены мегарян, и так как последние укрывали у себя беглых рабов и вспахали пограничную полосу земли, посвященную Элевсинской богине, то им под страхом смерти было запрещено торговать и проживать в гаванях и местечках Аттики и в полисах, подвластных афинянам («Мегарская псефисма»). Этот запрет, самым негативным образом сказавшийся на торговле Мегары, послужил одной из причин Пелопоннесской войны.
В первый же год войны (431 год до н. э.) и затем неоднократно афиняне вторгались в Мегариду, подвергли всю страну жестокому опустошению, отрезали подвоз съестных припасов к Нисее с моря и поставили тем Мегару в отчаянное положение, особенно когда овладели островком Миноей, лежавшим у самого берега перед гаванью. В 424 году до н. э. некоторые вожди народа вошли в соглашение с афинянами с целью передать город в их власть. Ночью афинский отряд был впущен в длинные стены и принудил пелопоннесский гарнизон сдать гавань; но пока мегаряне колебались открыть ворота города, пришёл с войском Брасид; приверженцы афинской партии бежали к афинянам; народ решил вернуть изгнанных олигархов, которые низвергли демократическое устройство, казнив около ста опасных для них приверженцев народной партии. Вскоре мегаряне вновь овладели длинными стенами и срыли их, Нисея же осталась в руках афинян и была удержана ими и по Никиеву миру (421 год до н. э.), который мегаряне, как и элейцы, беотийцы и коринфяне, отказались признать.
При возобновлении войны, равно как и впоследствии во время Коринфской и Беотийской войн, мегаряне были верными союзниками спартанцев.

### IV век до н. э.
В 340 году до н. э. мегарские мятежники вошли в соглашение с Филиппом Македонским, находившимся в Фокиде; но мегарское правительство, заблаговременно узнав о заговоре, обратилось за помощью к афинянам, которые быстро прислали отряд под начальством Фокиона, предупредившего македонян и восстановившего длинные стены между Мегарой и Нисеей. В борьбе с македонянами, в битве при Херонее и затем в Дамийской войне мегаряне не принимали участия.
В 307 году до н. э., в борьбе с Кассандром, Димитрий Полиоркет взял Мегару приступом, объявил её свободной и разрушил городские стены.

### III век до н. э.
В 243 году до н. э. мегаряне присоединились с ахейскому союзу, с 223 по 192 год до н. э. принадлежали к беотийскому союзу, а в 192 году до н. э. опять перешли к ахейцам.

### II век до н. э. — IV век
Во время последней войны с римлянами, ахейский союз отправил в Мегару десятитысячное войско, чтобы задержать наступление римлян, под начальством Квинта Цецилия Метелла Македонского; но при приближении римлян ахейцы отступили, а мегаряне без битвы передали свой город Метеллу. В это время Мегара потеряла всякое значение как город; впоследствии она обращается в римскую колонию и во II веке, особенно при императоре Адриане, опять несколько расцветает. В IV веке Мегара подверглась разгрому со стороны Алариха I. Венецианцы и турки докончили разрушение когда-то многочисленных и роскошных построек города, описанных Павсанием.

### XX век
В начале XX века на месте древнего города находилось небольшое селение с 6000 жителей, гордившихся своим чисто греческим происхождением среди окружающего албанского населения.

## Фонтан Феагена

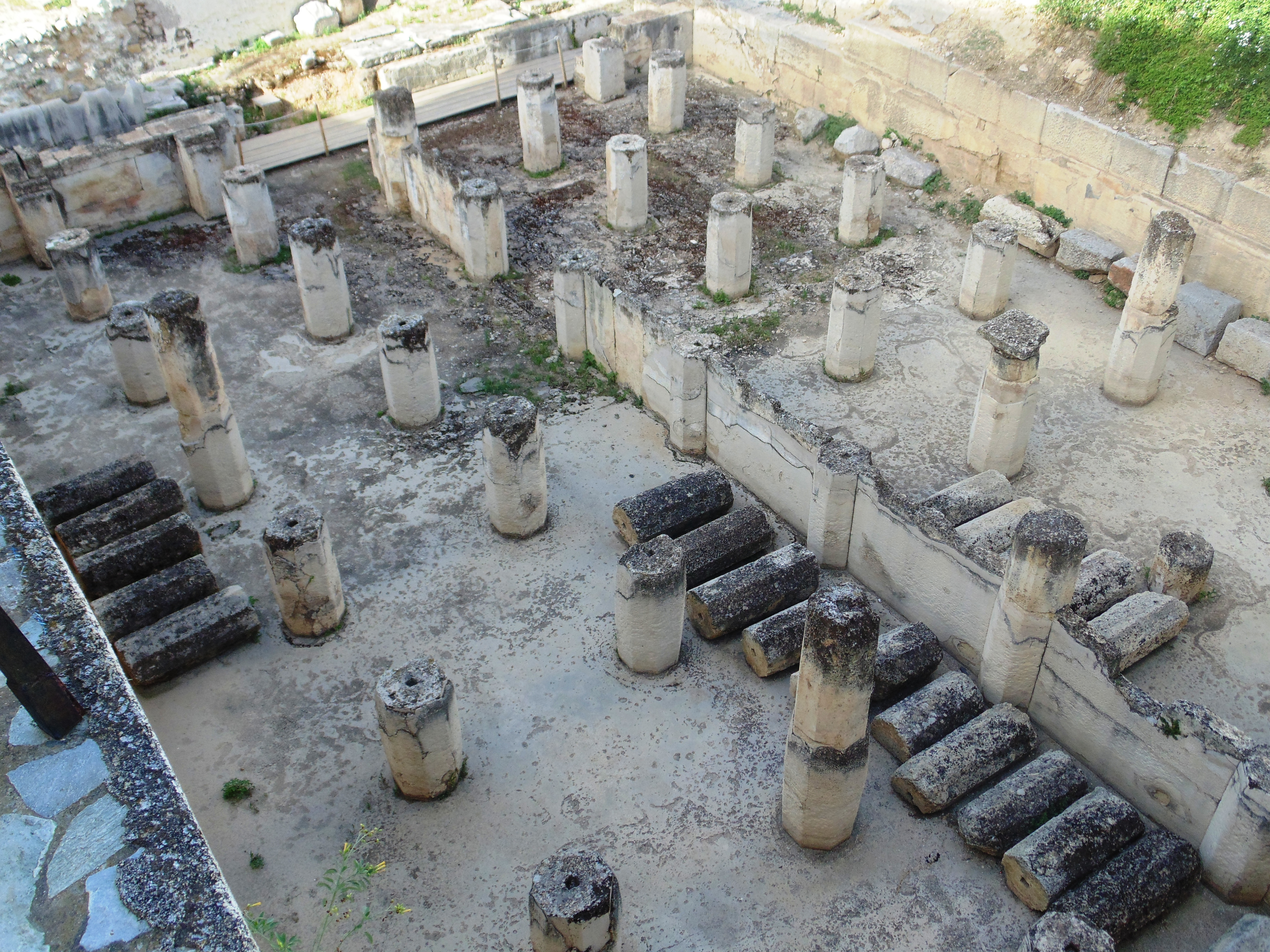
Фонтан Феагена

Фонтан Феагена длиной 21 и шириной 14 метров построен в V веке до н. э. Крыша резервуара опиралась на 35 восьмигранных дорических колонн. Резервуар был разделён вдоль на две части. На фасаде с южной стороны было пять колон и продолговатая ёмкость для забора воды. Вода подавалась самотёком из места Орк с северу от Мегары.

## Археологический музей Мегары

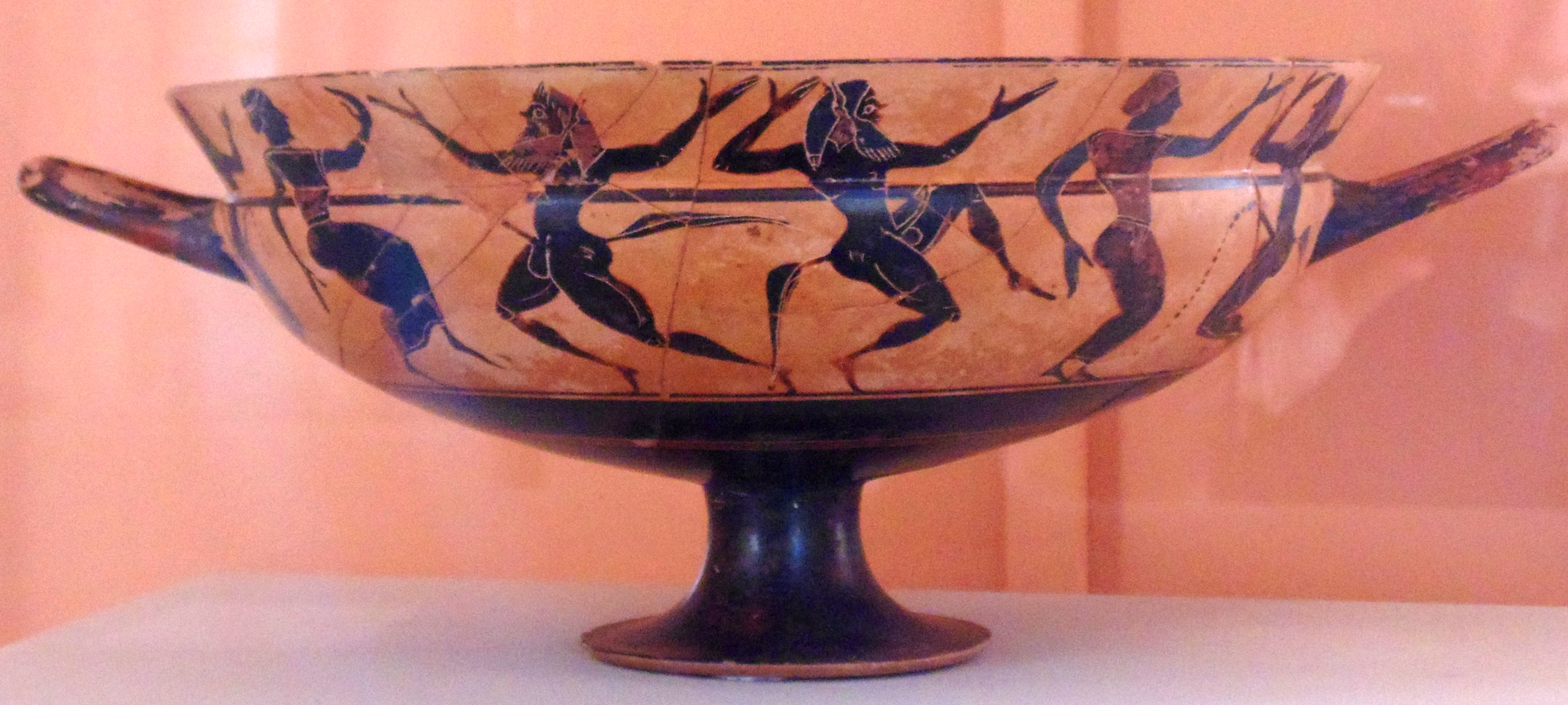
Чаша. Археологический музей Мегары

В Археологическом музее Мегары выставлены находки из раскопок Совета доисторических и классических древностей из Мегары и окрестностей, относящиеся к периоду от VIII века до н. э. до II века.

## Комедия
Мегара была родиной комедии, перенесенной оттуда Сусарионом в VI веке до н. э. в Аттику.

## Мегарская школа философии
Основателем мегарской школы философии был Евклид из Мегары (450—380 годы до н. э.). Представителями школы были Евбулид, Диодор Крон и Стильпон из Мегары.

## Десять мучеников, в Мегаре пострадавших
16 августа Элладская православная церковь вспоминает десять мучеников, в Мегаре пострадавших: Дорофея, Сарантия, Серафима, Иакова, Василия, Димитрия, Георгия, Платона, Адриана и Полиевкта.

## Сообщество Мегара
Сообщество Мегара создано в 1912 году (ΦΕΚ 262Α). В сообщество Мегара входят 9 населённых пунктов, три монастыря и два острова. Население 28 591 житель по переписи 2011 года, площадь 322,21 квадратного километра.
| Населённый пункт                    | Население (2011), человек |
| ----------------------------------- | ------------------------- |
| Айия-Триас                          | 252                       |
| Влихада                             | 1462                      |
| Кинета                              | 1446                      |
| Куминдри                            | 298                       |
| Лака-Калойиру                       | 517                       |
| Мегало-Ниси (остров)                | 0                         |
| Мегара                              | 23 456                    |
| Монастырь Панахранты                | 19                        |
| Монастырь Святого Иерофея           | 52                        |
| Монастырь Святого Иоанна Крестителя | 144                       |
| Пахакион (остров)                   | 0                         |
| Пахи                                | 542                       |
| Спарта                              | 20                        |
| Стикас                              | 44                        |
| Эйирусе                             | 339                       |

## Население
| Год  | Население, человек |
| ---- | ------------------ |
| 1991 | 20 504             |
| 2001 | 23 166             |
| 2011 | ↗ 23 456           |

## Известные мегарийцы
Из граждан Мегары известны элегический поэт Феогнид, живший во 2-й половине VI века до н. э.; философ Евклид из Мегары; Визант — основатель города Византий (ныне Стамбул); Эвпалин — инженер и геометр, строитель Эвпалинова тоннеля на Самосе.
Канелос, Ламброс (ум. 1707) — преподобный Лаврентий, строитель монастыря Фанеромени на Саламине.